# Liste des souverains d'Assyrie

## Souverains légendaires
- Ninos
- Sémiramis
- Ninyas

## Période paléo-assyrienne
- Tudiya (en) (en: Tudiya	fl. c. 2450 BC — c. 2400 BC)
- Adamu (en)
- Yangi (en)
- Suklãmu (en)
- Harharu (en)
- Mandaru (en)
- Imsu (en)
- Harsu (en)
- Didãnu (en)
- Hanu
- Zuabu
- Nuabu (en)
- Abazu (en)
- Belu (en)
- Azarah (en)
- Ushpia (en)
- Apiashal (en)
- Hale (en)
- Samani (en), fl. c. 2024 BC — c. 2021 BC (short) "son of Hale", infobox Reign fl. c. 2179 BCE — fl. c. 2166 BCE (?)
- Hayani (en), fl. c. 2021 BC — c. 2018 BC (short) "son of Samani", infobox Reign fl. c. 2166 BCE — fl. c. 2153 BCE (?)
- Ilu-Mer (en)
- Yakmesi (en)
- Yakmeni (en)
- Yazkur-El (en)
- Ila-kabkabu (en)
- Aminu (en)
- Sulili (en)
- Kikkiya
- Akiya (en)
- Puzur-Assur Ier (en)
- Salim-Ahum
- ? /-1906 : Ilu-Suma
- -1906/-1867 : Erishum Ier
- -1867/-1860 : Ikunum
- -1860/ ? : Sargon Ier
- Puzur-Assur II (en)
- ? /-1819 : Naram-Sin
- -1819/-1796 : Erishum II (en)

- -1796/-1775 : Shamshi-Adad Ier d'Ekallatum
- -1775/-1741 : Ishme-Dagan Ier

- -1741/ ? : Assur-dugul (en)
- Assur-apla-idi (en)
- Nasir-Sin (en)
- Sin-Namir (en)
- Ipqi-Ishtar (en)
- Adad-salulu (en)
- ? /-1700 : Adasi
- -1700/-1691 : Bel-bani (en)
- -1691/-1674 : Libaia (en)
- -1674/-1662 : Sharma-Adad Ier (en)
- -1662/-1650 : Iptar-Sîn (en)
- -1650/-1622 : Bazaia (en)
- -1622/-1618 : Lullaia (en)
- -1618/-1602 : Kidin-Ninua (en)
- -1602/-1599 : Sharma-Adad II (en)
- -1599/-1586 : Erishum III (en)
- -1586/-1580 : Shamshi-Adad II (en)
- -1580-1564 av. J.-C. : Ishme-Dagan II (en)
- 1564--1548 : Shamshi-Adad III (en)
- -1548/-1522 : Assur-nirari Ier (en)
- -1522/-1498 : Puzur-Assur III (en)
- -1498/-1485 : Enlil-nasir Ier (en)
- -1485/-1473 : Nur-ili (en)
- -1473/-1473 : Assur-shaduni (en)
- -1473/-1433 : Assur-rabi Ier (en)
- -1433/-1433 : Assur-nadin-ahhe Ier (en)
- -1433/-1427 : Enlil-nasir II (en)
- -1427/-1420 : Assur-nirari II (en)
- -1420/-1411 : Assur-bel-nisheshu (en)
- -1411/-1403 : Assur-rim-nisheshu (en)
- -1403/-1393 : Assur-nadin-ahhe II

## Période médio-assyrienne
- -1393/-1366 : Eriba-Adad Ier
- -1366/-1330 : Assur-uballit Ier
- -1330/-1320 : Enlil-nerari
- -1320/-1308 : Arik-den-ili
- -1308/-1275 : Adad-nerari Ier
- -1275/-1245 : Salmanazar Ier
- -1245/-1208 : Tukulti-Ninurta Ier
- -1208/-1204 : Assur-nadin-apli
- -1204/-1198 : Assur-Nerari III
- -1198/-1193 : Enlil-kudurri-usur
- -1193/-1180 : Ninurta-Apil-Ekur
- -1180/-1134 : Assur-dan Ier
- -1134/-1116 : Assur-resh-ishi Ier
- -1116/-1077 : Teglath-Phalasar Ier
- -1077/-1075 : Asared-Apil-Ekur
- -1075/-1057 : Assur-bel-kala
- -1057/-1055 : Eriba-Adad II
- -1055/-1051 : Shamshi-Adad IV
- -1051/-1032 : Assurnasirpal Ier
- -1032/-1020 : Salmanazar II
- -1020/-1014 : Assur-nirari IV (en)
- -1014/-973 : Assur-rabi II (en)
- -973/-968 : Assur-resh-ishi II (en)
- -968/-935 : Teglath-Phalasar II
- -935/-912 : Assur-dan II

## Période néo-assyrienne

Carte des différentes phases d'expansion de l'empire néo-assyrien.

- -912/-891 : Adad-nerari II
- -891/-884 : Tukulti-Ninurta II
- -884/-859 : Assurnasirpal II
- -859/-824 : Salmanazar III
- -824/-811 : Shamshi-Adad V
- -811/-783 : Adad-nerari III
- -783/-773 : Salmanazar IV
- -773/-755 : Assur-dan III
- -755/-745 : Assur-nerari V
- -745/-727 : Teglath-Phalasar III
- -727/-722 : Salmanazar V
- -722/-705 : Sargon II
- -705/-681 : Sennacherib
- -681/-669 : Assarhaddon
- -669/-630 : Assurbanipal
- -630/-625 : Assur-etil-ilâni
- -625/-612 : Sîn-shar-ishkun
- -612/-609 : Assur-uballit II